# Pohjola

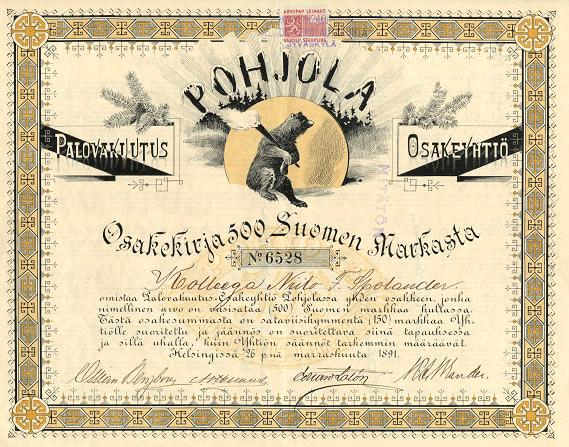
Billete de "acción de bolsa" de la compañía aseguradora Pohjola-Yhtymä Oyj (1891). Nombres asociados al Kalevala son típicos en muchas esferas de la vida cotidiana en Finlandia.

En el poema épico Kalevala, que relata la historia mítica del pueblo finlandés, Pohjola correspondería a una región exclusivamente alegórica, la fuente de todo mal, tierra gélida perpetua en el extremo norte del mundo; el lugar desde donde provendrían, posiblemente, las enfermedades y las grandes congelaciones de la tierra. 
Según otras versiones de la hermenéutica moderna, Pohjola comprendería una gran parte de la tradicional Laponia, la tierra de los Sami y al antiguo territorio de Kainuu.
Su nombre deriva del vocabo finlandés Pohja (norte), que también puede incluir a toda la región polar ártica.

## Mitología de Finlandia
En la mitología finlandesa, Pohjola es la región enemiga de Väinölä, la tierra ancestral del Kalevala (Kalevalan maa en finés). Su gobernante es Louhi, una poderosa y malvada hechicera, que tiene poderes sublimes y que recurre permanentemente, a argucias o conjuros, para alejar o dominar a los intrusos. 
El anciano y juicioso Väinämöinen, encaprichado, también, con la idea de lograr una esposa joven que le haga placentera su vejez, inicia el camino a Pohjola, con el que comienza la escaramuza fundamental del Kalevala. 
Joukahainen trata de matar al héroe, sin embargo este logra zafarse y arriba a Pohjola. Allí anuncia su presencia ante Louhi, ama y señora del territorio, a la que le solicita autorización para casarse con su hija, a través de excesivas promesas. Louhi las refuta, y reclama como requisito para conceder a su hija la elaboración del Sampo, un molinillo mágico. 
Väinämöinen se declara incapaz; pero ofrece al herrero Ilmarinen, para efectuar esta acción. El viejo regresa a Kalevala, y demoliendo la negativa del herrador, varón de escaso verbo y menguado de quimeras, lo envía, mediante una treta mágica a Pohjola. Ilmarinen comparece, entonces, ante Louhi; advierte la belleza prodigiosa de la doncella de Pohjola (cuyo nombre no se expresa en ninguna parte del texto de la obra), y bajo el compromiso de casamiento, elabora el molino enigmático. La doncella no se casa con Ilmarinen hasta que este haya cumplido otras pruebas; el herrero regresa solo a su país del sur.
Lemminkäinen el aventurero, también se propone contraer nupcias con la doncella de Pohjola y, para ello, es sometido a varias pruebas dificultosas, entre ellas la de apresar, o matar, al cisne negro del río de Tuonela —la tierra de Tuoni, la residencia de los muertos—. Sin embargo, un pastor asesina a Lemminkäinen en el intento y arroja su cuerpo al río. Finalmente, la madre de Lemminkäinen rescata todos los pedazos del cuerpo de su hijo y lo regresa a la vida con sus hechizos y la ayuda de Ukko.
Pohjola, es sin lugar a dudas, el escenario central del entramado contextual y temático del Kalevala, donde se forja el Sampo, se ejecutan las tretas de Louhi, para aventar a los invasores de su sombrío territorio y a los pretendientes de la doncella, y donde tiene lugar la lucha y la beligerancia de los guerreros de Kaleva para recuperar este artefacto mágico para sus propios beneficios. Allí tiene lugar también la rotura del sampo, y el posterior ocultamiento del sol y la luna por Louhi, hasta que son recuperados por los héroes y retornados a la tierra de Kalevala.
- Datos: Q203041
- Multimedia: Pohjola (Kalevala) / Q203041